# Championnat du Kenya de football 2008
Navigation
Saison précédente Saison suivante
La saison 2008 du Championnat du Kenya de football est la quarante-cinquième édition de la première division au Kenya, organisée sous forme de poule unique, la Premier League, où toutes les équipes se rencontrent deux fois au cours de la saison. En fin de saison, les deux derniers du classement sont relégués et remplacés par les deux meilleurs clubs de Nationwide League, la deuxième division kenyane.
C’est le club de Mathare United qui remporte la compétition cette saison après avoir terminé en tête du classement final, avec trois points d’avance sur Sony Sugar et quinze sur Agrochemical FC. Il s’agit du tout premier titre de champion du Kenya de l’histoire du club.

## Qualifications continentales
Deux places en compétitions continentales sont réservées aux clubs kényans : le champion se qualifie pour la Ligue des champions de la CAF 2009 et la Coupe Kagame inter-club 2009 tandis que le vainqueur de la Coupe du Kenya obtient son billet pour la Coupe de la confédération 2009.

## Les clubs participants
| - Mahakama Football Club - Mathare Youth - Ulinzi Stars Football Club - Tusker Football Club - Nairobi City Stars - Gor Mahia Football Club - Sony Sugar - Karuturi Sports | - Mathare United Football Club - Bandari Football Club - Promu en Premier League - Kenya Commercial Bank FC - Red Berets Football Club - Western Stima - Promu en Premier League - Chemelil Sugar Football Club - Thika United - Agrochemical Football Club |

## Compétition
Le barème de points servant à établir le classement se décompose ainsi :
- Victoire : 3 points
- Match nul : 1 point
- Défaite : 0 point

### Classement
| Rang | Équipe                   | Pts | J  | G  | N  | P  | Bp | Bc | Diff |
| ---- | ------------------------ | --- | -- | -- | -- | -- | -- | -- | ---- |
| 1    | Mathare United           | 63  | 30 | 18 | 9  | 3  | 47 | 22 | +25  |
| 2    | Sony Sugar               | 60  | 30 | 17 | 9  | 4  | 34 | 17 | +17  |
| 3    | Agrochemical FC          | 48  | 30 | 13 | 9  | 8  | 28 | 24 | +4   |
| 4    | Ulinzi Stars             | 45  | 30 | 12 | 9  | 9  | 30 | 25 | +5   |
| 5    | Thika United             | 43  | 30 | 11 | 10 | 9  | 23 | 20 | +3   |
| 6    | Chemelil Sugar           | 40  | 30 | 10 | 10 | 10 | 28 | 22 | +6   |
| 7    | Nairobi City Stars       | 40  | 30 | 11 | 7  | 12 | 25 | 31 | -6   |
| 8    | Tusker FCT CK            | 39  | 30 | 9  | 12 | 9  | 36 | 36 | 0    |
| 9    | Gor MahiaC               | 39  | 30 | 10 | 9  | 11 | 20 | 23 | -3   |
| 10   | Karuturi Sports          | 38  | 30 | 8  | 14 | 8  | 17 | 19 | -2   |
| 11   | Kenya Commercial Bank FC | 36  | 30 | 8  | 12 | 10 | 23 | 27 | -4   |
| 12   | Red Berets FC            | 33  | 30 | 8  | 9  | 13 | 26 | 31 | -5   |
| 13   | Bandari FCP              | 33  | 30 | 9  | 6  | 15 | 28 | 36 | -8   |
| 14   | Western StimaP           | 33  | 30 | 9  | 6  | 15 | 32 | 41 | -9   |
| 15   | Mahakama FC              | 32  | 30 | 8  | 8  | 14 | 27 | 34 | -7   |
| 16   | Mathare Youth            | 25  | 30 | 6  | 7  | 17 | 27 | 43 | -16  |

|  | Qualification pour la Ligue des champions de la CAF 2009 et la Coupe Kagame inter-club 2009                                             |
|  | Qualification pour la Coupe de la confédération 2009                                                                                    |
|  | Qualification pour la Coupe Kagame inter-club 2009                                                                                      |
|  | Relégation directe en Nationwide League                                                                                                 |
|  | T : Tenant du titre CK : Vainqueur de la Coupe Kagame inter-club 2008 C : Vainqueur de la Coupe du Kenya P : Promu de Nationwide League |

## Bilan de la saison
| Championnat du Kenya de football 2008 |                             |
| Champion                              | Mathare United (1er titre)  |
| Coupes et trophées                    |                             |
| Vainqueur de la Coupe du Kenya 2008   | Gor Mahia                   |
| Qualifications continentales          |                             |
| Ligue des champions de la CAF 2009    | Mathare United              |
| Coupe de la confédération 2009        | Gor Mahia                   |
| Coupe Kagame inter-club 2009          | Tusker FC (tenant du titre) |
| Coupe Kagame inter-club 2009          | Mathare United              |
| Promotions et relégations             |                             |
| Promus en Premier League              | Sofapaka FC                 |
| Promus en Premier League              | AFC Leopards                |
| Relégués en Nationwide League         | Mahakama FC                 |
| Relégués en Nationwide League         | Mathare Youth               |